# Surbiton
Surbiton is een wijk in het Londense bestuurlijke gebied Kingston, in de regio Groot-Londen.

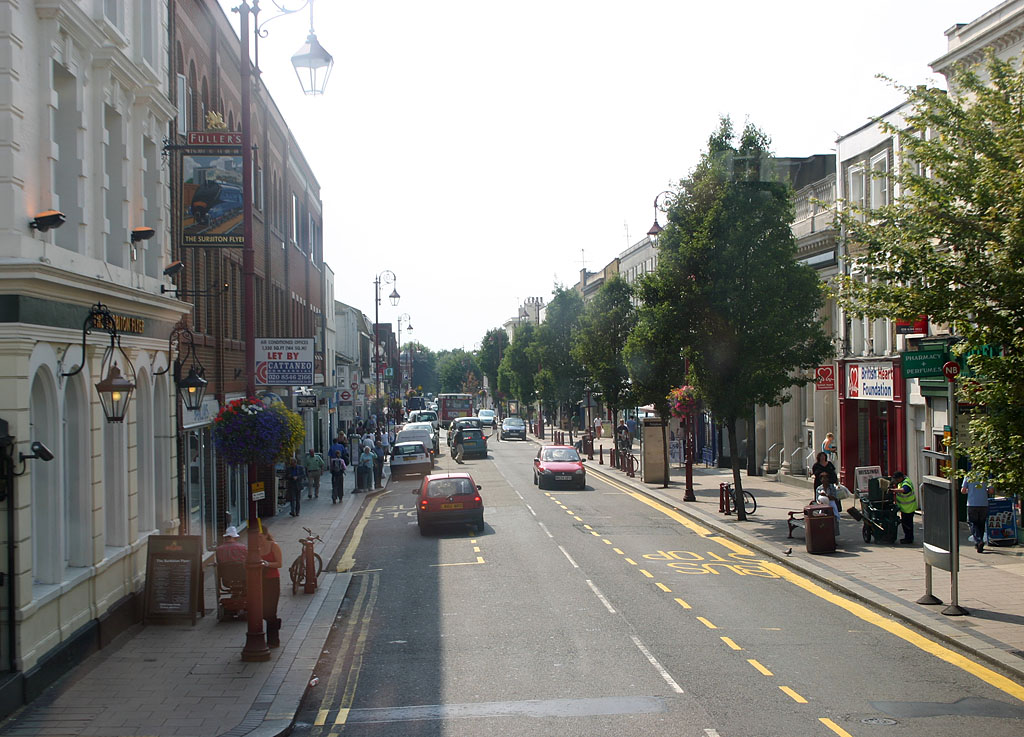
Victoria Road
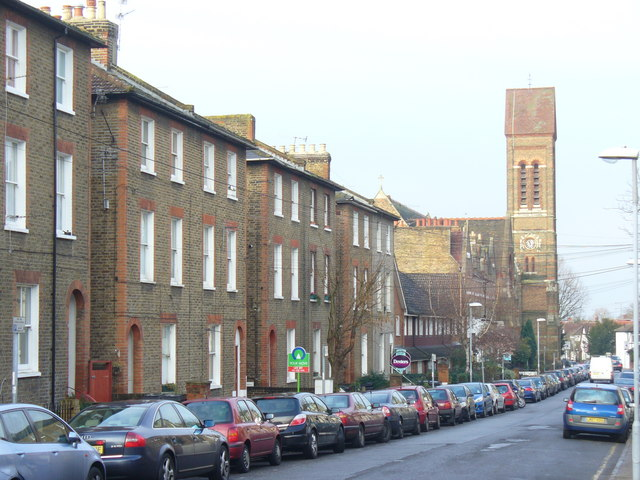
St. Andrew's Road
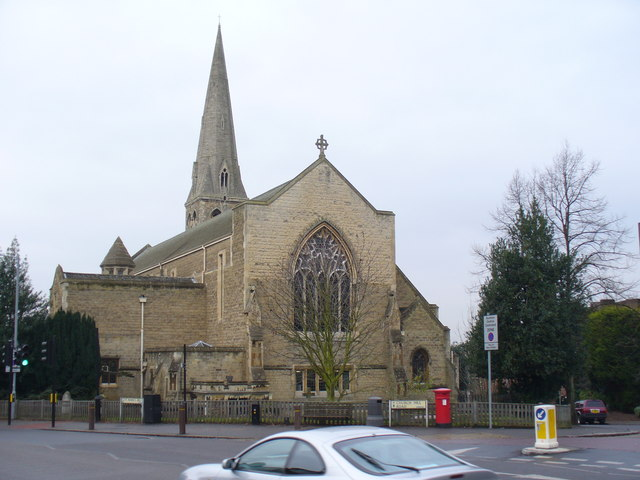
Kerk van St. Marcus
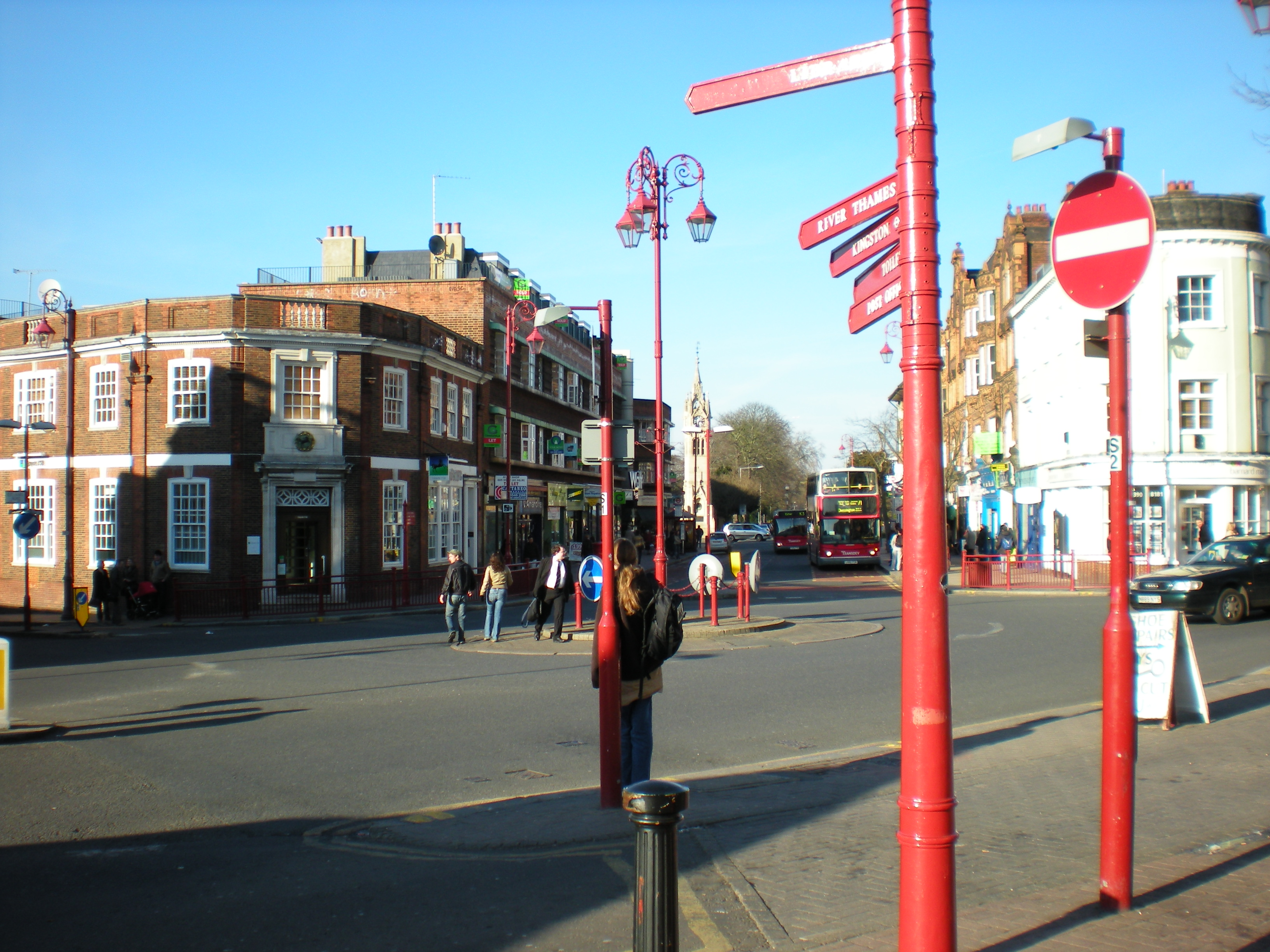
Rotonde in Surbiton

## Bekende inwoners

### Geboren
- Chris Dreja (1945), gitarist (The Yardbirds)
- Twinkle (1948), singer-songwriter

### Bekende inwoners (elders geboren)
- Alfred Bestall (1892-1986), illustrator en schrijver. Woonde en werkte in Surbiton van 1966 tot 1977. Zijn voormalige woonhuis in deze wijk is in 2003 van een bord voorzien waarop dit staat vermeld.